# Chun Wang
Chun Wang (chinesisch 王纯, Pinyin Wáng Chún; * 1982 in Tianjin, Volksrepublik China) ist ein maltesischer Krypto-Milliardär, Investor, Unternehmer und Raumfahrer.
2013 war Wang Mitbegründer von F2Pool, einem der ersten Bitcoin-Mining-Pools in China und einem der größten weltweit. Chun Wang lebte ab 2015 in Thailand, später in Südkorea. Seit 2017 ist er Bürger von St. Kitts und Nevis und seit 2023 Bürger von Malta.
2024 gab er bekannt, die kommerzielle SpaceX-Mission Fram2 zu initiieren und auch zu finanzieren; zudem gehörte er als Missionskommandant dem Raumflug an. Vom 1. bis 4. April 2025 verbrachte er zusammen mit Rabea Rogge, Eric Philips und Jannicke Mikkelsen vier Tage im Weltraum. Es war der erste bemannte Raumflug über den Polarregionen.